# Javier Cobián

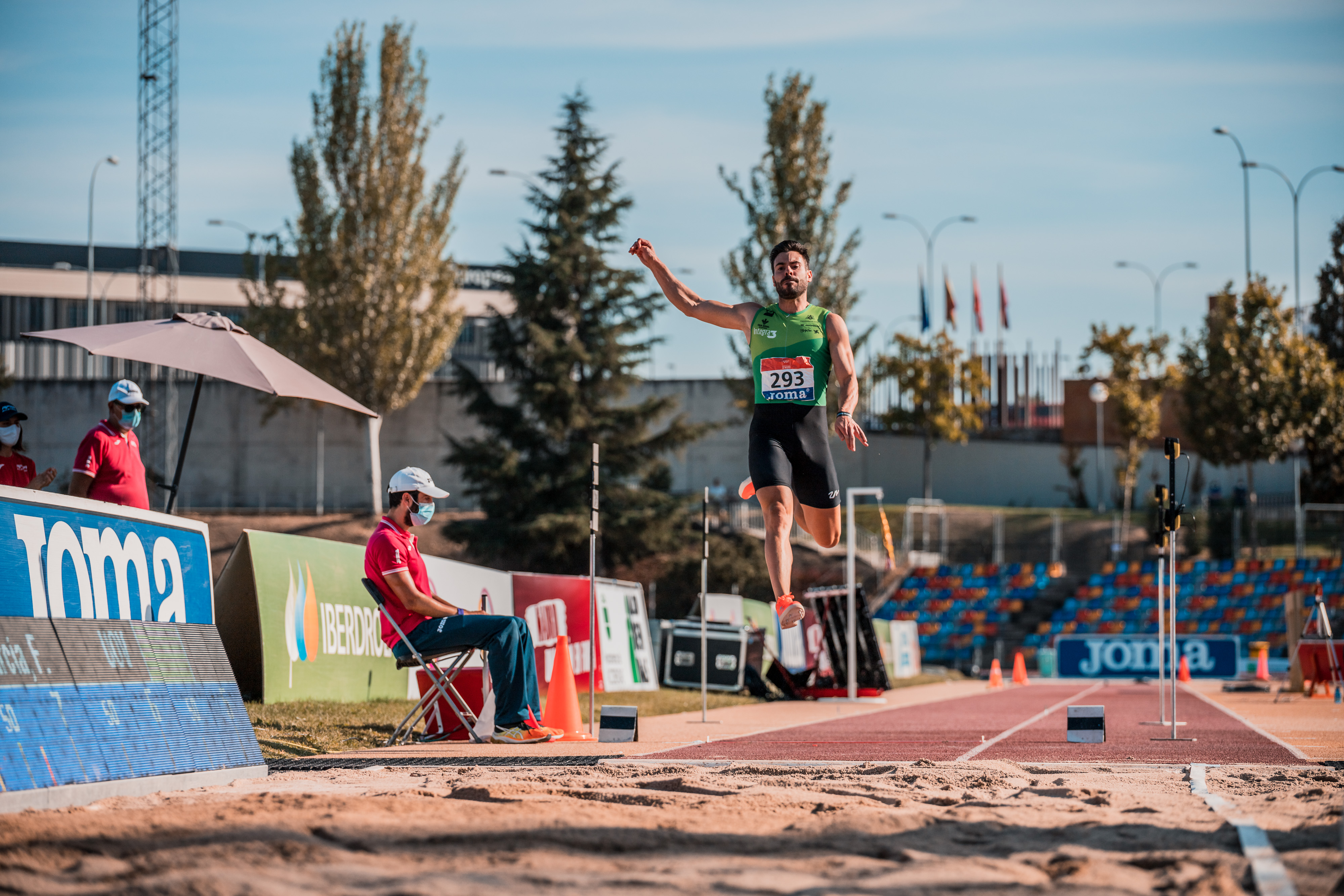
Javier Cobian saltando en el Campeonato de Alcobendas en 2020.

Francisco Javier Cobián Garcia (Gijón, Asturias, 21 de julio de 1989) es un atleta español especialista en salto de longitud y campeón de España absoluto en 2020 en esta disciplina.

## Trayectoria deportiva
Se inició en el atletismo a la edad de 5 años en el colegio de su ciudad natal. A los 8, comenzó a practicar triple salto. Hasta su época júnior, compitió en esta modalidad donde fue finalista internacional y medallista nacional. Durante esa etapa sufrió una grave lesión en el tendón rotuliano que le hizo abandonar el atletismo durante 10 años.
En 2017, recuperado de la rodilla, Javier decidió retomar los entrenamientos con Alfonso Álvarez Cuervo (excampeón de España en salto de longitud y exentrenador de Yago Lamela).
El año de su regreso a la competición, Javier ganó la medalla de plata en el campeonato de España absoluto de aire libre en 2018 con un registro de 7,78 metros.
En 2019 logró el cuarto puesto en los campeonatos nacionales de pista cubierta y de aire libre, quedándose a tan sólo un centímetro del bronce en ambas competiciones.
Tras unirse al club de la Universidad de Oviedo en 2020, el gijonés obtuvo la medalla de bronce en el campeonato nacional absoluto de pista cubierta celebrado en Orense (en febrero del 2020). Su salto de 7,80 metros es la segunda mejor marca asturiana de todos los tiempos -detrás del exrecord de Europa Yago Lamela - y es el más largo de la historia de los campeonatos nacionales para obtener un tercer puesto.
En septiembre del 2020, Javier se proclamó campeón de España absoluto de salto de longitud en Alcobendas con una marca de 7,79 metros.

## Mejores marcas
| Salto de Longitud | Salto de Longitud                               | Salto de Longitud              | Salto de Longitud |
| Año               | Campeonato                                      | Lugar                          | Marca             |
| ----------------- | ----------------------------------------------- | ------------------------------ | ----------------- |
| 2020              | Campeonato absoluto de España al aire libre     | Alcobendas, España             | 7,79              |
| 2007              | Campeonato absoluto de España en pista cubierta | Orense, España                 | 7,80              |
| Triple Salto      |                                                 |                                |                   |
| Año               | Campeonato                                      | Lugar                          | Marca             |
| 2007              | Campeonato de España al aire libre              | Santa Cruz de Tenerife, España | 15,30             |
| Otras marcas      |                                                 |                                |                   |
| Año               | Especialidad                                    | Lugar                          | Marca             |
| 2014              | 60 metros lisos                                 | Oviedo, España                 | 6,99              |